# Hexurella
Hexurella är ett släkte av spindlar. Hexurella ingår i familjen Mecicobothriidae.
Kladogram enligt Catalogue of Life:
| Hexurella | \| \| Hexurella apachea \| \| \| \| \| \| Hexurella encina \| \| \| \| \| \| Hexurella pinea \| \| \| \| \| \| Hexurella rupicola \| \| \| \| |
|           | \| \| Hexurella apachea \| \| \| \| \| \| Hexurella encina \| \| \| \| \| \| Hexurella pinea \| \| \| \| \| \| Hexurella rupicola \| \| \| \| |
|           | Hexura |
|           | |
|           | Mecicobothrium |
|           | |
|           | Megahexura |
|           | |
|           | Hexurella apachea |
|           | |
|           | Hexurella encina |
|           | |
|           | Hexurella pinea |
|           | |
|           | Hexurella rupicola |
|           | |

|  | Hexurella apachea  |
|  |                    |
|  | Hexurella encina   |
|  |                    |
|  | Hexurella pinea    |
|  |                    |
|  | Hexurella rupicola |
|  |                    |